# Дуг Вілсон
Дуглас Фредерік Вілсон (англ. Douglas Frederick Wilson; 5 липня 1957, м. Оттава, Канада) — канадський хокеїст, захисник. Головний менеджер «Сан-Хосе Шаркс».
Виступав за «Оттава Сіксті-Севенс» (ОХЛ), «Чикаго Блек Гокс», «Сан-Хосе Шаркс».
В чемпіонатах НХЛ — 1024 матчі (237+590), у турнірах Кубка Стенлі — 95 матчів (19+61).
У складі національної збірної Канади учасник Кубка Канади 1984 (7 матчів, 2+1).
Досягнення
- Володар Кубка Канади (1984)
- Учасник матчу всіх зірок НХЛ (1982, 1983, 1984, 1985, 1986, 1990, 1992).

Нагороди
- Пам'ятний трофей Джеймса Норріса (1982).

Тренерська кар'єра
- Скаут «Сан-Хосе Шаркс» (1998—03, НХЛ)
- Головний менеджер «Сан-Хосе Шаркс» (з 2003, НХЛ)